# Josef Ježek

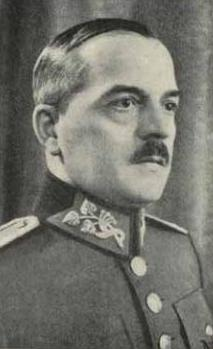
Josef Ježek

Josef Ježek (* 2. August 1884 in Senftenberg, Österreich-Ungarn; † 10. Mai 1969 in Prag) war ein tschechischer Generalmajor der Gendarmerie, Politiker und Innenminister in der Regierung Alois Eliáš im Protektorat Böhmen und Mähren.

## Leben
Sein Vater war Direktor und Begründer der tschechischen Mittelschule in Senftenberg. Josef absolvierte die Grundschule und besuchte das Gymnasium ohne Abschluss. Stattdessen schrieb er sich an der Kadettenschule in Wien ein und kam später mit dem 22. Infanterieregiment nach Czernowitz in der westukrainischen Bukowina. 1909 verließ Ježek als Leutnant die Armee und trat der Gendarmerie bei, wo er an das Hauptquartier der Provinz-Gendarmerie Nr. 13 in Czernowitz versetzt wurde. Ein Jahr später wurde er zum Kommandeur der Gendarmerie in Wyschnyzja berufen und kurz darauf zum Adjutanten in Czernowitz ernannt. 1915 kam er nach Wien und später nach St. Pölten. Ab Juni 1917 arbeitete er im Verteidigungsministerium.
Nach Gründung der Tschechoslowakei übernahm er 1918 das Kommandeuramt der Gendarmerie in Jindřichův Hradec. 1919 wurde er nach Bratislava geschickt, um den Aufbau der Gendarmerie in der Slowakei zu unterstützen.
Nach der Proklamation des Protektorats Böhmen und Mähren ernannte ihn Alois Eliáš am 1. Juli 1939 zum Innenminister in seiner Regierung. Im Januar 1942 wurde Ježek seines Amtes enthoben, weil er sich weigerte, einen Treueid zu leisten, und zum 1. März 1942 in den Ruhestand versetzt.
Nach dem Krieg wurde er verhaftet und 1947 vor das Nationalgericht gebracht, jedoch der Kollaboration freigesprochen. 1954 wurde er erneut vom kommunistischen Regime verhaftet und diesmal wegen Spionage und Verrats zu 25 Jahren verurteilt. Nach einer Amnestie im Jahr 1960 kam Ježek frei.
Josef Ježek verstarb im Alter von 84 Jahren in Prag und wurde auf den Friedhöfen Olšany beigesetzt.